# Wijnegem Shop Eat Enjoy
Wijnegem Shop Eat Enjoy, tot september 2018 Wijnegem Shopping Center geheten, is een Belgisch winkelcentrum in Wijnegem, wat tegen de oostkant van Antwerpen aanligt. Het is gebouwd op de plaats waar vroeger Fort 1 van de Brialmontomwalling stond. In het winkelcentrum bevinden zich ongeveer 250 winkelruimtes met een totale winkeloppervlakte van 61.913 m².

## Geschiedenis
Het winkelcentrum werd in verschillende fasen gebouwd: in 1993 werd de eerste fase voltooid met een winkeloppervlakte van ruim 32.000 m² en in 1997 volgde de tweede fase met nog eens 25.000 m² winkeloppervlakte. Een derde fase kwam er in 2013. Het Wijnegem Shopping Center opende op 11 maart 1993 en draaide aanvankelijk rond de Sarma-Star-hypermarkt. De eerste fase kostte 200 miljoen Nederlandse gulden. De architect was Willy Malfeyt, op dat moment werkzaam als partner bij architectenbureau Jaspers.
Tussenin werd in 2000 nog een overdekte parkeergarage met een capaciteit van 1.500 wagens gebouwd op het terrein dat een totale oppervlakte van 12,5 hectare heeft. Sinds 2013 (na de renovatie van €50 miljoen) biedt het complex zo'n 5000 parkeerplaatsen aan, waarvan 1500 rondom het winkelcentrum, 1500 op de dakparking en 2000 in de parkeergarage.
Sinds 14 april 2012 bedienen tramlijnen 5 en 10 dit winkelcentrum, 50 jaar na het opdoeken van de buurtspoorlijn die van Antwerpen naar Turnhout reed. De trams stoppen voor de hoofdingang van het winkelcentrum, waar de tram- en busreizigers d.m.v. een grote tentconstructie het winkelcomplex overdekt kunnen betreden.
In 2022 had het winkelcentrum bijna 7 miljoen bezoekers. In 2023 werd het dertigjarige jubileum gevierd en kwamen er 7,5 miljoen bezoekers. Plannen voor een mogelijke uitbreiding van het complex konden anno 2024 nog niet uitgevoerd worden wegens problemen met het bekomen van vergunningen. Vanaf het najaar van 2024 wordt een grootschalige renovatie uitgevoerd die een jaar zal duren. De werken zullen 's nachts plaatsvinden zodat de winkels  open kunnen blijven. Er wordt 20 miljoen euro geïnvesteerd.

## Aanbod
Het aanbod aan winkels en horecazaken varieert, van grote ketens tot kleinere zaken en er is weinig leegstand. Er worden geregeld evenementen georganiseerd, vaak ook voor kinderen, en er zijn koopzondagen tijdens de eindejaars- en soldenperiode.Het centrale plein wordt volgens wisselende thema's ingericht en gedecoreerd.